# 明石号修理舰
明石（日语：／ akashi）是大日本帝國海軍期间唯一专门制造的工作舰（即修理舰）。舰名来自于兵库县明石市的名胜，明石之浦，同时也是继承自明治时期的明石号防护巡洋舰（第一代明石）。

## 舰艇规划
1924年，日本海军由商船改造的关东号维修舰碰撞沉没。当时日本海军最大的工作舰是由敷岛级战列舰朝日号改装而来的，因而日本海军热切希望拥有更大的新型工作舰。于是在1931年，新型10000吨工作舰（计划代号J2）的整备计划被提出，并于1934年的海军“マル2”建造计划中被承认建造。

由于日本海军没有专属工作舰的设计与建造经验，设计方参考了英国海军和美国海军的工作舰建造和相关文献。。经过商议，1934年提出要求建造10000吨级，航速达到18节，航程达8000海里（14节航速时）并拥有4门127mm高射炮及超过4挺高射机枪的防空火力的工作舰。维修工作能力要达到美国海军美杜莎号维修舰的能力，能够在无补给情况下持续航行3个月。船体的构型设计于1936年4月最终确定。

## 舰艇设计
作为专门建造的工作舰，在舰艇内的17个工作舱室共有114台最新的德国制维修机床，因而该舰具有极佳维修处理能力，理论上能够处理联合舰队年修理工数的约40%。舰体设计为平甲板型以提供足够空间给舰内工厂，甲板上则尽量避免建筑物以确保露天工作场所的面积。甲板上方布置5台电动起重机，前桅杆设置一台（10吨），舰桥后方于两舷各设置一台（5吨），中部右舷设置一台（23吨）以及后侧桅杆设置1台（10吨，用于释放小艇）。在艇内，第一机械工厂设置一台3吨桥式起重机，第一铸造工厂设置一台5吨桥式起重机，冶炼和钣金工厂设置一台3吨吊臂起重机。

舰艇前后各设置一门八九式127公厘高射炮用于防卫，此外舰桥后侧左右舷各有一挺九六式25毫米高射机炮

明石舰体有2组烟囱，前部烟囱用于各工厂排气，后部烟囱则为艇内发电机排气与辅助锅炉排烟共用。

除自身船员以外，明石号也能承载433名维修工作人员上舰。

## 服役經歷
1936年，明石号同朝潮型驱逐舰朝云号、山云号被一同给予命名。本舰与1937年1月18日与佐世保海军工厂开工，1938年6月29日下水，于1939年7月31日完工，被编入日本海军吴镇守府,隶属联合舰队。其参加了1940年11月10日的纪元2600年特别观舰仪式。

1941年太平洋战争爆发后，明石号同朝日号等工作舰向南进发进行舰艇维修的作业。明石与其他工作舰在帕劳，菲律宾的达沃，苏拉威西岛和摩鹿加群岛的安汶等地航行以进行维修作业，其中，朝日号于1942年5月25日被美国海军鮭魚級潛艇SS-182击沉。

1942年6月中旬的中途岛海战中，明石号被编入近藤信竹中将指挥的攻击舰队。中途岛战败之后，于特鲁克锚地维修了受到重创的最上号重巡洋舰并为其加装临时舰艏。1942年8月5日，明石号和最上号在第16驱逐舰队雪风号驱逐舰和时津风号驱逐舰的保护下归港，于8月11日抵达吴市。

同年8月18日，明石号通过丰后水道离开日本本土并于8月23日再次抵达特鲁克。8月28日，明石号维修了在第二次所罗门海战受到损坏的神通号轻巡洋舰，随后在特鲁克，明石号同第四工作部在岛上设立的3000吨旱坞接连进行了对大和号战列舰，大鹰号航空母舰，青叶号重巡洋舰，阿贺野号轻巡洋舰，秋月号驱逐舰和春雨号驱逐舰等各类型和吨位的军舰。由于其出众的维修和整备能力，美国海军认定明石号工作舰为“最重要的攻击目标”。1942年9月9日，由于云鹰号航空母舰将进入特鲁克的秋风号驱逐舰误认为美军潜艇引发警报，导致大和号和香取号以下的在泊舰艇移动并引发骚乱，明石号对骚乱中受损的三艘舰艇进行了维修。

1944年2月17日，明石号在美军第38任务部队对特鲁克岛的空袭中被一枚炸弹击中，因为炸弹未爆只造成轻微损伤。但在空袭中被击沉的 追风号驱逐舰上乘载的数十名船员死亡。在这之后，明石同标的舰波胜号在秋风号和藤波号驱逐舰保护下于19号和20号从特鲁克出发，于21日脱离特鲁克并与第27驱逐舰队的春雨号驱逐舰会和。明石所属的船队与28日抵达帕劳，与第三水雷舰队的夕月号驱逐舰，水无月号驱逐舰，第27驱逐舰队受损的时雨号驱逐舰和其他在特鲁克空袭前撤离的联合舰队船只会和。

1944年3月30日，美军第38任务部队对帕劳发动空袭，收到警报的联合舰队主力舰艇（包括武藏号战列舰等）先行撤离了帕劳，留在帕劳的大量辅助舰艇同商船等遭到了美军打击。明石舰和同安宅丸、胜荣丸、吉备丸、第3玉圆丸、昭和丸等特设扫雷艇和驱潜舰于马拉卡尔岛与乌鲁克萨佩尔岛之间停泊。30日早上，美军发动空袭，由于防空炮故障，一枚500磅炸弹击中明石号并起火，随后的数枚命中弹引发了明石号的严重火灾。尽管有周围的扫雷舰协助灭火，由于重油油箱被火灾引燃，火灾已无法控制。最终明石号被放弃，生还者被周围舰艇收容。

由于失去明石号，联合舰队南方海域舰艇的维修工作遭到极大损失。1944年5月1日，联合舰队将特设测量船白沙号（原中国海军福星号）改造为工作舰，并配备在新加坡，然而其工作整备能力要落后于明石号。这也意味这联合舰队在南方海域的舰艇修理整备将被迫回到日本本土进行。

1945年5月10日，明石号被联合舰队从特务舰艇名册除籍。1954年，明石号被拆解。

## 舰长
1. 森良造 大佐：1939年6月15日 - 1939年11月1日
2. 宫里秀徳 大佐：1939年11月1日 - 1940年7月15日
3. 伊藤义一 大佐：1940年7月15日 - 1941年9月25日
4. 福泽常吉 大佐：1941年9月25日 - 1942年9月12日
5. 江口松郎 大佐：1942年9月12日 - 1943年10月21日
6. 龟山峯五郎 大佐：1943年10月21日 - 1944年4月15日

## 同型舰
1. 三原号工作舰（三菱横滨造船厂-未建造）
2. 桃取号工作舰（三菱横滨造船厂-未建造）